# فرودگاه کونگیگاناک

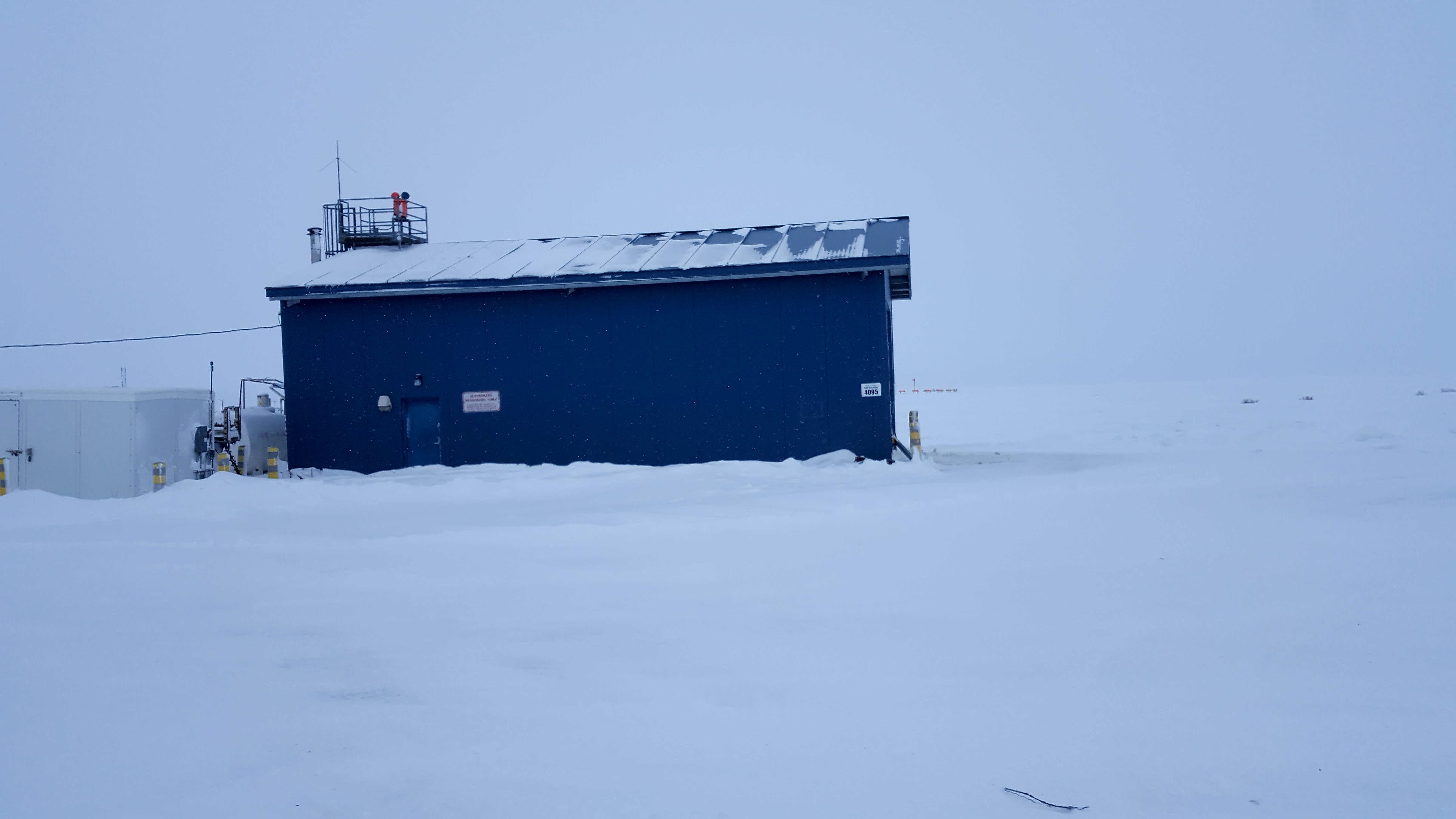
فرودگاه کونگیاناک در آمریکا

فرودگاه کونگیگاناک (به انگلیسی: Kongiganak Airport) یک فرودگاه همگانی بهره‌برداری هوایی با کد یاتا KKH است که یک باند فرود شن دارد و طول باند آن ۵۷۵ متر است. این فرودگاه در شهر کونگیگاناک، آلاسکا کشور ایالات متحده آمریکا قرار دارد و در ارتفاع ۹ متری از سطح دریا واقع شده است.